# کیاتانپالی
کیاتانپالی (به انگلیسی: Kyathanpally) یک منطقهٔ مسکونی در هند است که در بخش عادل‌آباد واقع شده‌است. کیاتانپالی ۶٫۵۰ کیلومتر مربع مساحت و ۳۲٬۲۷۵ نفر جمعیت دارد.